# 小行星4603
小行星4603（4603 Bertaud）是一颗绕太阳运转的小行星，为主小行星带小行星。该小行星于1986年11月25日发现。

## 轨道参数
小行星4603的轨道半长轴为2.6286859 UA，离心率为0.239。